# 찬드라세카르 한계
찬드라세카르 한계(영어: Chandrasekhar limit)는 유체 정역학 평형에 있는 백색왜성의 최대 질량이다.  이상기체의 열압력으로 중력붕괴를 막는 주계열성과 달리, 백색왜성은 전자 축퇴압을 통해 중력붕괴를 이겨내고 있다. 찬드라세카르 한계 이상의 질량을 가지고 있으면, 항성의 핵 속의 전자축퇴압이 불충분해 항성 자체의 중력으로 인한 인력과 균형을 맞추지 못한다. 고로 한계 이상의 질량을 가진 백색 왜성은 중력붕괴가 계속 일어나 다른 형태의 밀집성(중성자별이나 블랙홀)으로 진화하게 된다. 한계 이하의 질량을 가지고 있다면 백색왜성으로 안정적으로 남아 있을 수 있다.
현재 받아들여지고 있는 한계값은 약 1.44 {\displaystyle {\begin{smallmatrix}M_{\odot }\end{smallmatrix}}} ( 2.864 × 1030 kg)이다.

## 정의
찬드라세카르 한계는 수소 원자 페르미 기체로 구성된 안정된 구형 별이 가질 수 있는 최대 질량이다. 즉, 중력에 의한 압력이 페르미 기체의 전자 축퇴압을 능가하는 시점이다. 이 질량은 다음과 같다.
{\displaystyle M_{\text{limit}}={\frac {\omega _{3}^{0}{\sqrt {3\pi }}}{2}}\left({\frac {\hbar c}{G}}\right)^{3/2}{\frac {1}{m_{\mathrm {H} }^{2}}}}
여기서 {\displaystyle \hbar }, {\displaystyle c}, {\displaystyle G}, {\displaystyle m_{\mathrm {H} }}는 각각 디랙 상수, 광속, 중력 상수, 수소 원자 질량이다. 또한,
{\displaystyle \omega _{3}^{0}\approx 2.018236}
는 상미분 방정식의 해에 등장하는 수학적 상수이다.
만약 백색왜성이 주로 수소로 구성돼 있지 않다면, {\displaystyle m_{\mathrm {H} }} 대신 전자당 평균 원자 질량을 사용한다. 예를 들어, 순수하게 헬륨-4로 구성된 경우 {\displaystyle m_{\mathrm {He} _{4}}/2\approx 2m_{\mathrm {H} }}를 사용한다.

## 유도
구형 대칭을 가정하자. 유체 정역학 평형에 있으려면 압력 {\displaystyle P(r)}가 중력과 평형을 이루어야 하므로, 다음과 같은 평형 방정식을 만족시킨다.
{\displaystyle {\frac {d}{dr}}P(r)=-Gm(r)\rho (r)/r^{2}}
여기서 {\displaystyle m(r)}는 반지름 {\displaystyle r} 속에 있는 질량으로, 다음과 같다.
{\displaystyle m(r_{0})=\int _{0}^{r_{0}}\,4\pi r^{2}\rho (r)\,dr}
상대론적 전자 페르미 기체의 압력은 다음과 같다. 편의상 {\displaystyle c=\hbar =1}로 놓자.
{\displaystyle P(r)={\frac {1}{3\pi ^{2}}}\int _{0}^{p_{\text{F}}(r)}p^{4}{\sqrt {m_{\mathrm {e} }^{2}+p^{2}}}\,dp}
여기서 {\displaystyle p_{\text{F}}(r)}는 페르미 운동량(페르미 에너지에서의 운동량)이며, 이는 전자 입자수 밀도 {\displaystyle n_{\mathrm {e} }(r)=\rho (r)/m_{\mathrm {H} }}에 의해 다음과 같이 주어진다.
{\displaystyle p_{\text{F}}(r)=2\pi {\sqrt[{3}]{3n_{\mathrm {e} }(r)/8\pi }}=2\pi {\sqrt[{3}]{3\rho (r)/8\pi m_{\mathrm {H} }}}}
이 식들을 정리하면 {\displaystyle m(r)}에 대한 2차 상미분 방정식을 얻는다. 이 경우 항성의 전체 질량은 {\displaystyle \rho (r)=0}이 되는 점 {\displaystyle r=r_{0}}에서의 질량 {\displaystyle M=m(r_{0})}이다. 이 식은 2차 상미분 방정식이므로, 해는 두 개의 매개변수에 따라 결정된다. 이 경우, 하나는 초기 조건 {\displaystyle m(0)=0}에 의해서 고정되며, 다른 한 매개변수는 전체 질량 {\displaystyle M}으로 적을 수 있다. 이 경우, 일정 전체 질량 이상에서는 해가 존재하지 않는다. 이 값이 찬드라세카르 한계이다.

## 역사
이 한계는 1929년에 빌헬름 안데르손과 에드문드 클리프턴 스토너가 처음 발표했으며, 그 뒤 1930년에 19세의 나이로 그 계산을 발전시킨 인도계 미국인 천체물리학자 수브라마니안 찬드라세카르의 이름을 따 명명되었다. 이 한계 이론을 위해서는 블랙홀의 존재가 논리적으로 필요하나, 당시 블랙홀의 존재는 과학적으로 불가능하다고 여겨졌기에, 처음 발표되었을 때 학계에서 무시되었다.

## 참고 문헌
1. ↑  Sean Carroll, Ph.D., Cal Tech, 2007, The Teaching Company, Dark Matter, Dark Energy: The Dark Side of the Universe, Guidebook Part 2 page 44, Accessed Oct. 7, 2013, “...Chandrasekhar limit: The maximum mass of a white dwarf star, about 1.4 times the mass of the Sun. Above this mass, the gravitational pull becomes too great, and the star must collapse to a neutron star or black hole...”
2. ↑  Israel, edited by S.W. Hawking, W. (1989). Three hundred years of gravitation 1 pbk., wi corrections.판. Cambridge [Cambridgeshire]: Cambridge University Press. ISBN 0-521-37976-8.
3. ↑  p. 55, How A Supernova Explodes, Hans A. Bethe and Gerald Brown, pp. 51–62 in Formation And Evolution of Black Holes in the Galaxy: Selected Papers with Commentary, Hans Albrecht Bethe, Gerald Edward Brown, and Chang-Hwan Lee, River Edge, NJ: World Scientific: 2003. ISBN 981-238-250-X.
4. ↑  Mazzali, Paolo A.; Friedrich K. Röpke, Stefano Benetti, Wolfgang Hillebrandt. “A common explosion mechanism for type Ia supernovae”. 《Science》 (영어) 315 (5813): 825–828. arXiv:astro-ph/0702351. Bibcode:2007Sci...315..825M. doi:10.1126/science.1136259.